# Acquaviva Picena
Acquaviva Picena é uma comuna italiana da região das Marcas, província de Ascoli Piceno, com cerca de 3.411 habitantes. Estende-se por uma área de 20 km², tendo uma densidade populacional de 171 hab/km². Faz fronteira com Grottammare, Monsampolo del Tronto, Monteprandone, Offida, Ripatransone, San Benedetto del Tronto.

## Demografia
| Variação demográfica do município entre 1861 e 2011                               |
|                                                                                   |
| Fonte: Istituto Nazionale di Statistica (ISTAT) - Elaboração gráfica da Wikipedia |